# Sadaijin
El sadaijin (左 大臣), traduït com el Ministeri de l'Esquerra, va ser una posició governamental al Japó a finals de l'era Nara i durant l'era Heian. Va ser creat el 702 pel Codi Taiho i formava part del Daijō-kan (Departament d'Estat).
El sadaijin va ser el Ministre Superior d'Estat, estava sobre totes les branques del Departament d'Estat juntament amb el Udaijin (Ministre de la Dreta) que era el seu assistent.
Dins el Daijō-kan, el sadaijin era el segon després del Daijō Daijin (Canceller del Regne) en poder i influència. Sovint, un membre del clan Fujiwara podia prendre la posició per a ajuda a justificar i exercir el poder i influència en la família.
La posició de sadaijin, juntament amb la resta de l'estructura del Daijō-kan, va perdre gradualment poder entre els segles x i xi, amb la dominació del clan Fujiwara en la política, quedant obsolet al segle xii, quan el clan Minamoto va prendre el control del país, desapareixent completament amb la restauració Meiji.

## Llista desadaijin
1. Abe no Uchimaro (645 - 649)
2. ?? (649 - 658)
3. Soga no Akae (671 - 672)
4. ?? (690 - 701)
5. Isonokami no Maro (708 - 717)
6. Nagaya (724 - 729)
7. Fujiwara no Muchimaro (737)
8. Tachibana no Moroe (743 - 756)
9. Fujiwara no Toyonari (757)
10. Fujiwara no Nakamaro (758 - 760)
11. Fujiwara no Toyonari (765)
12. Fujiwara no Nagate (766 - 771)
13. Fujiwara no Uona (781 - 782)
14. Fujiwara no Tamaro (783)
15. Fujiwara no Fuyutsugu (825 - 826)
16. Fujiwara no Otsugu (832 - 843)
17. Minamoto no Tokiwa (844 - 854)
18. Minamoto no Makoto (857 - 868)
19. Minamoto no Tooru (872 - 895)
20. Fujiwara no ?? (896)
21. Fujiwara no Tokihira (899 - 909)
22. Fujiwara no Tadahira (924 - 935)
23. Fujiwara no Nakahira (937 - 945)
24. Fujiwara no Saneyori (947 - 967)
25. Minamoto no Takaakira (967 - 969)
26. Fujiwara no Morotada (969)
27. Fujiwara no ?? (970)
28. Minamoto no Kaneakira (971 - 977)
29. Fujiwara no Yoritada (977 - 978)
30. Minamoto no Masanobu (978 - 993)
31. Minamoto no ?? (994 - 995))
32. Fujiwara no Michinaga (996 - 1016)
33. Fujiwara no Akimitsu (1017 - 1021)
34. Fujiwara no Yorimichi (1021 - 1061)
35. Fujiwara no Norimichi (1061 - 1069)
36. Fujiwara no Morozane (1069 - 1083)
37. Minamoto no Toshifusa (1083 - 1121)
38. Fujiwara no Tadamichi (1122 - 1128)
39. Fujiwara no Ietada (1131 - 1136)
40. Minamoto no Arihito (1136 - 1147)
41. Fujiwara no Yorinaga (1149 - 1155)
42. Tokudaiji Saneyoshi (1156 - 1157)
43. Fujiwara no Koremichi (1157 - 1160)
44. Konoe Motozane (1160 - 1161)
45. Matsudo no Motofusa (1165 - 1166)
46. Fujiwara no Tsunemune (1166 - 1189)
47. Tokudaiji Sanesada (1189 - 1190)
48. Fujiwara no ?? (1190 - 1197)
49. Fujiwara no Kanemasa (1197 - 1199)
50. Kujō Yoshitsune (1199 - 1204)
51. Konoe Iezane (1204 - 1207)
52. Kujō Michiie (1218)
53. Konoe Ie?? (1221 - 1224)
54. Tokudaiji ?? (1224 - 1227)
55. Kujō ?? (1227 - 1229)
56. Kujō Norizane (1231 - 1235)
57. Konoe ?? (1235 - 1238)
58. Nijō Yoshizane (1238)
59. Ichijō Sanetsune (1244)
60. Takatsukasa Tanehira (1244 - 1252)
61. ?? (1261 - 1263)
62. Ichijō Sanetsune (1263)
63. Konoe ?? (1265 - 1268)
64. Takatsukasa ?? (1268 - 1269)
65. Ichijō ?? (1269 - 1275)
66. Kujō Tadanori (1288)
67. Takatsukasa ?? (1291)
68. Nijō ?? (1296)
69. Takatsukasa Fuyu?? (1302 - 1309)
70. Konoe Ie?? (1309)
71. Nijō Michihira (1313)
72. Konoe ?? (1316 - 1318)
73. Tōin ?? (1319 - 1322)
74. Kujō ?? (1322 - 1323)
75. Tōin ?? (1324)
76. Konoe ?? (1331 - 1333)
77. Konoe Tsunetada (1335 - 1337)
78. Ichijō Tsunemichi (1337 - 1339)
79. Kujō ?? (1339 - 1342)
80. Tōin Kinkata (1343 - 1348)
81. Kujō Tsunenori (1349 - 1360)
82. Konoe ?? (1361)
83. Takatsukasa ?? (1362)
84. Nijō ?? (1370)
85. Nijō ?? (1378)
86. Ashikaga Yoshimitsu (1382 - 1388, 1392 - 1393)
87. Ichijō Tsunetsugu (1394)
88. Konoe ?? (1402)
89. Nijō ?? (1409 - 1410)
90. Kujō ?? (1418 - 1419)
91. Tokudaiji ?? (1419 - 1420)
92. Ichijō Kaneyoshi (1429)
93. Ashikaga Yoshinori (1432 - 1438)
94. Konoe ?? (1438)
95. Takatsukasa ?? (1446 - 1455)
96. Tōin ?? (1455 - 1457)
97. Ichijō Norifusa (1457 - 1458)
98. Ashikaga Yoshimasa (1460 - 1467)
99. Nijō ?? (1468)
100. Takatsukasa ?? (1475)
101. Konoe ?? (1479 - 1488)
102. Takatsukasa ?? (1515 - 1519)
103. Sanjō Kinyori (1546)
104. Ichijō ?? (1553 - 1554)
105. Saionji ?? (1554)
106. Konoe Sakihisa (1554 - 1557)
107. Kujō ?? (1576 - 1577)
108. Ichijō ?? (1577)
109. Nijō Akizane (1584)
110. Konoe Nobutada (1585 - 1592)
111. Toyotomi Hidetsugu (1592 - 1595)
112. Kujō ?? (1600 - 1601)
113. Konoe Nobutada (1601 - 1605)
114. Takatsukasa ?? (1606 - 1608)
115. Kujō Yukiie (1612 - 1614)
116. Takatsukasa ?? (1614 - 1620)
117. Konoe Nobuhiro (1620 - 1629)
118. Tokugawa Iemitsu (1626)
119. Ichijō ?? (1629 - 1632)
120. ?? (1632)
121. Nijō ?? (1632 - 1637)
122. Takatsukasa ?? (1640 - 1641)
123. Kujō ?? (1642 - 1647)
124. Konoe Hisatsugu (1647 - 1652)
125. Nijō ?? (1652 - 1658)
126. Sanjō ?? (1660 - 1661)
127. ?? (1661 - 1663)
128. Takatsukasa ?? (1663 - 1667)
129. Saionji Saneharu (1667 - 1668)
130. Tokudaiji ?? (1668 - 1669)
131. ?? (1670 - 1671)
132. Kujō ?? (1671 - 1677)
133. Konoe Motohiro (1677 - 1690)
134. Takatsukasa ?? (1690 - 1704)
135. ?? (1704)
136. Konoe Iehiro (1704 - 1708)
137. Kujō ?? (1708 - 1715)
138. Sanjō ?? (1715)
139. Nijō ?? (1715 - 1722)
140. Konoe Iehisa (1722 - 1726)
141. Nijō ?? (1726 - 1737)
142. Ichijō Kaneyoshi (1737 - 1745)
143. Saionji ?? (1745)
144. Ichijō ?? (1745 - 1748)
145. ?? (1748 - 1749)
146. Konoe Uchisaki (1749 - 1759)
147. Kujō Naozane (1759 - 1778)
148. Takatsukasa Sukehira (1778 - 1787)
149. Ichijō ?? (1787 - 1791)
150. Takatsukasa Masahiro (1791 - 1796)
151. Nijō ?? (1796 - 1814)
152. Ichijō ?? (1814 - 1815)
153. Konoe ?? (1815 - 1820)
154. Takatsukasa Masamichi (1820 - 1824)
155. Tokugawa Ienari (1822 - 1827)
156. Nijō ?? (1824 - 1847)
157. Tokugawa Ieyoshi (1837 - 1853)
158. Kujō Hisatada (1847 - 1857)
159. Konoe Tadahiro (1857 - 1859)
160. Ichijō ?? (1859 - 1863)
161. Nijō Nariyuki (1863 - 1867)
162. Konoe Tadafusa (1867)
163. Kujō Michitaka (1867 - 1869)
164. Tokugawa Iesato (1869)
165. Shimazu Hisamitsu (1874 - 1875